# Boiga bourreti
Boiga bourreti este o specie de șerpi din genul Boiga, familia Colubridae, descrisă de Tillack, Ziegler și Khac Quyet în anul 2004. A fost clasificată de IUCN ca specie în pericol. Conform Catalogue of Life specia Boiga bourreti nu are subspecii cunoscute.